# Copa Libertadores (U-20) 2020
Die Copa Libertadores (U-20) 2020, (span.: Copa Libertadores Sub-20 de 2020), war die fünfte Austragung des internationalen Fußballwettbewerbs für U20-Mannschaften südamerikanischer Vereine. Der Wettbewerb wurde vom südamerikanischen Fußballverband CONMEBOL organisiert.

## Teilnehmende Mannschaften
Die folgenden Mannschaften nahmen an der Copa Libertadores Sub-20 2020 teil:
| Land        | Verein                  | Qualifikationsgrund                         |
| ----------- | ----------------------- | ------------------------------------------- |
| Argentinien | River Plate             | Meister vierte Liga 2018/19                 |
| Bolivien    | Club Jorge Wilstermann  | Torneio Nacional Sub-19 Gewinner 2019       |
| Brasilien   | Flamengo Rio de Janeiro | Supercopa Sub-20 Gewinner 2019              |
| Chile       | CSD Colo-Colo           | Copa de Campeones Sub-19 Gewinner 2019      |
| Kolumbien   | Millonarios FC          | Supercopa Juvenil Sub-20 Gewinner 2019      |
| Ecuador     | Independiente del Valle | Torneio Sub-18 „A“ Gewinner 2019            |
| Paraguay    | Club Libertad           | Apertura U-19 Gewinner 2019                 |
| Paraguay    | Club Cerro Porteño      | Clausura U-19 Gewinner 2019                 |
| Peru        | Sporting Cristal        | Torneo de Promoción y Reserva Gewinner 2019 |
| Uruguay     | Nacional Montevideo     | Titelverteidiger                            |
| Uruguay     | Danubio FC              | Campeonato Uruguayo Sub-19 Gewinner 2019    |
| Venezuela   | Academia Puerto Cabello | Serie Élite Sub-19 Gewinner 2019            |

## Modus
In der Gruppenphase wurden die Mannschaften nach Punkten eingestuft (3 Punkte für einen Sieg, 1 Punkt für ein Unentschieden, 0 Punkte für eine Niederlage). Bei Punktgleichheit wurde folgende Reihenfolge angewendet:
1. Tordifferenz
2. Anzahl erzielter Tore
3. Direkter Vergleich
4. Anzahl Rote Karten
5. Anzahl Gelbe Karten
6. Auslosung

Die Sieger jeder Gruppe und der beste Zweitplatzierte aller Gruppen erreichten das Halbfinale, in welchem der Erste der Gruppe A gegen den Zweiten B spielte und umkehrt.

## Gruppenphase
Die Gruppenphase startete am 15. und endete am 22. Februar 2020.

### Gruppe A
| Pl. | Verein                  | Sp. | S | U | N | Tore    | Diff. | Punkte |
| --- | ----------------------- | --- | - | - | - | ------- | ----- | ------ |
| 1.  | Flamengo Rio de Janeiro | 3   | 2 | 0 | 1 | 008:300 | +5    | 06     |
| 2.  | Academia Puerto Cabello | 3   | 2 | 0 | 1 | 007:600 | +1    | 06     |
| 3.  | Nacional Montevideo     | 3   | 1 | 0 | 2 | 005:600 | −1    | 03     |
| 4.  | Sporting Cristal        | 3   | 1 | 0 | 2 | 006:110 | −5    | 03     |

1. Spieltag
| Datum |                         | Ergebnis  |                         | Austragungsort              |
| ----- | ----------------------- | --------- | ----------------------- | --------------------------- |
| 15.2. | Nacional Montevideo     | 1:3 (0:1) | Flamengo Rio de Janeiro | Estadio General Adrián Jara |
| 15.2. | Academia Puerto Cabello | 5:3 (3:2) | Sporting Cristal        | Estadio General Adrián Jara |

2. Spieltag
| Datum |                         | Ergebnis  |                         | Austragungsort              |
| ----- | ----------------------- | --------- | ----------------------- | --------------------------- |
| 18.2. | Nacional Montevideo     | 3:1 (2:1) | Academia Puerto Cabello | Estadio General Adrián Jara |
| 18.2. | Flamengo Rio de Janeiro | 5:1 (2:1) | Sporting Cristal        | Estadio General Adrián Jara |

3. Spieltag
| Datum |                         | Ergebnis  |                         | Austragungsort        |
| ----- | ----------------------- | --------- | ----------------------- | --------------------- |
| 21.2. | Sporting Cristal        | 2:1 (2:0) | Nacional Montevideo     | Estadio Arsenio Erico |
| 21.2. | Flamengo Rio de Janeiro | 0:1 (0:1) | Academia Puerto Cabello | Estadio Arsenio Erico |

### Gruppe B
| Pl. | Verein             | Sp. | S | U | N | Tore    | Diff. | Punkte |
| --- | ------------------ | --- | - | - | - | ------- | ----- | ------ |
| 1.  | River Plate        | 3   | 3 | 0 | 0 | 005:100 | +4    | 09     |
| 2.  | Club Cerro Porteño | 3   | 1 | 1 | 1 | 003:300 | ±0    | 04     |
| 3.  | Millonarios FC     | 3   | 0 | 2 | 1 | 003:400 | −1    | 02     |
| 4.  | Danubio FC         | 3   | 0 | 1 | 2 | 002:500 | −3    | 01     |

1. Spieltag
| Datum |                | Ergebnis  |                    | Austragungsort        |
| ----- | -------------- | --------- | ------------------ | --------------------- |
| 16.2. | Danubio FC     | 1:3 (1:1) | River Plate        | Estadio Arsenio Erico |
| 15.2. | Millonarios FC | 2:2 (0:1) | Club Cerro Porteño | Estadio Arsenio Erico |

2. Spieltag
| Datum |             | Ergebnis  |                    | Austragungsort        |
| ----- | ----------- | --------- | ------------------ | --------------------- |
| 19.2. | Danubio FC  | 1:1 (0:0) | Millonarios FC     | Estadio Arsenio Erico |
| 19.2. | River Plate | 1:0 (0:0) | Club Cerro Porteño | Estadio Arsenio Erico |

3. Spieltag
| Datum |                    | Ergebnis  |                | Austragungsort              |
| ----- | ------------------ | --------- | -------------- | --------------------------- |
| 22.2. | Club Cerro Porteño | 1:0 (1:0) | Danubio FC     | Estadio General Adrián Jara |
| 22.2. | River Plate        | 1:0 (1:0) | Millonarios FC | Estadio General Adrián Jara |

### Gruppe C
| Pl. | Verein                  | Sp. | S | U | N | Tore    | Diff. | Punkte |
| --- | ----------------------- | --- | - | - | - | ------- | ----- | ------ |
| 1.  | Independiente del Valle | 3   | 3 | 0 | 0 | 008:100 | +7    | 09     |
| 2.  | Club Libertad           | 3   | 2 | 0 | 1 | 011:300 | +8    | 06     |
| 3.  | CSD Colo-Colo           | 3   | 1 | 0 | 2 | 003:200 | +1    | 03     |
| 4.  | Club Jorge Wilstermann  | 3   | 0 | 0 | 3 | 001:170 | −16   | 0      |

1. Spieltag
| Datum |                         | Ergebnis  |                        | Austragungsort        |
| ----- | ----------------------- | --------- | ---------------------- | --------------------- |
| 17.2. | Independiente del Valle | 2:1 (1:0) | Club Libertad          | Estadio Arsenio Erico |
| 17.2. | CSD Colo-Colo           | 3:0 (2:0) | Club Jorge Wilstermann | Estadio Arsenio Erico |

2. Spieltag
| Datum |                         | Ergebnis  |                        | Austragungsort              |
| ----- | ----------------------- | --------- | ---------------------- | --------------------------- |
| 20.2. | Independiente del Valle | 1:0 (0:0) | CSD Colo-Colo          | Estadio General Adrián Jara |
| 20.2. | Club Libertad           | 9:1 (3:1) | Club Jorge Wilstermann | Estadio General Adrián Jara |

3. Spieltag
| Datum |                        | Ergebnis  |                         | Austragungsort        |
| ----- | ---------------------- | --------- | ----------------------- | --------------------- |
| 23.2. | Club Jorge Wilstermann | 0:5 (0:2) | Independiente del Valle | Estadio Arsenio Erico |
| 23.2. | Club Libertad          | 1:0 (0:0) | CSD Colo-Colo           | Estadio Arsenio Erico |

## Finalrunde
|  | Halbfinale             | Halbfinale             |                    |   | Finale             | Finale             |
|  |                        |                        |                    |   |                    |                    |
|  | Flamengo               | 1 (4)                  |                    |   |                    |                    |
|  | Independiente          | 1 (5)                  |                    |   |                    |                    |
|  | 27. Februar – Asunción |                        |                    |   |                    |                    |
|  |                        |                        | 1. März – Asunción |   |                    |                    |
|  | Independiente          | 2                      |                    |   |                    |                    |
|  |                        | River Plate            | 1                  |   |                    |                    |
|  |                        |                        |                    |   |                    |                    |
|  | Spiel um Platz drei    |                        |                    |   |                    |                    |
|  | 27. Februar – Asunción | 27. Februar – Asunción | Flamengo           | 5 |                    |                    |
|  | River Plate            | 6                      | Club Libertad      | 2 |                    |                    |
|  | Club Libertad          | 1                      |                    |   | 1. März – Asunción | 1. März – Asunción |

### Halbfinale
| Datum |                         | Ergebnis              |                         | Austragungsort        |
| ----- | ----------------------- | --------------------- | ----------------------- | --------------------- |
| 27.2. | Flamengo Rio de Janeiro | 1:1 (0:0) (4:5 i. E.) | Independiente del Valle | Estadio Arsenio Erico |
| 27.2. | River Plate             | 6:1 (2:0)             | Club Libertad           | Estadio Arsenio Erico |

### 3. Platz
| Datum |                         | Ergebnis  |               | Austragungsort              |
| ----- | ----------------------- | --------- | ------------- | --------------------------- |
| 1.3.  | Flamengo Rio de Janeiro | 5:2 (2:1) | Club Libertad | Estadio General Adrián Jara |

### Finale
| Datum |                         | Ergebnis  |             | Austragungsort              |
| ----- | ----------------------- | --------- | ----------- | --------------------------- |
| 1.3.  | Independiente del Valle | 2:1 (1:0) | River Plate | Estadio General Adrián Jara |